# 프로마시스
프로마시스는 일본의 애니메이션 시리즈인 기갑계 가리안에 등장하는 로봇이다. 켄타우르스를 연상케하는 독특한 디자인으로 주인공 로봇보다도 많은 인기를 끌었다. 작중에서는 인마병(일본어: 人馬兵)이라고도 부른다.

## 명칭
본래 이름은 '프로마키스(일본어: プロマキス)'이지만 대한민국에서 발매된 프라모델에서는 이름을 '프로마시스'로 변경하여 출시했다. 따라서 대한민국에서는 프로마키스라는 이름이 알려져 있지 않으므로, 이 문서에서는 프로마시스라는 이름을 사용하기로 한다.

## 역할
프로마시스는 사병용 로봇으로, 작중에서는 주로 여러 대가 함께 공격해오며 주인공 로봇에게 차례차례 쓰러져 가는 소위 '야라레메카'(일본어: {{{2}}})의 역할을 한다. 개량형으로는 장교용으로 개조된 '프로마시스・지', '프로마시스・위'가 있다.